# Painho-de-barriga-branca
O painho-de-barriga-branca (nome científico: Fregetta grallaria) é uma espécie de ave marinha da família Oceanitidae.
Pode ser encontrada em diversos países, incluindo Angola, Argentina, Austrália, Brasil, Chile e Equador.

## Subespécies
Há quatro subespécies reconhecidas do painho-de-barriga-branca:
- F. g. grallaria (Vieillot, 1818) – ceano Pacífico Ocidental tropical, reproduzindo-se na Ilha Lord Howe e nas Ilhas Kermadec;[3]
- F. g. leucogaster (Gould, 1844) – Oceanos Atlântico Sul e Índico Sul, reproduzindo-se em Tristão da Cunha, Ilha de Gonçalo Álvares, Ilha de São Paulo e Ilha de Amesterdã;[3]
- F. g. segethi (R. A. Philippi [Krumwiede] & Landbeck, 1860) – sudeste do oceano Pacífico, reproduzindo-se na Ilha Juan Fernández e nas Ilhas Desventuradas;[3] e
- F. g. titan (Murphy, 1928) – Oceano Pacífico Sul, reproduzindo-se em Rapa.

É uma espécie pelágica pouco conhecida, apresentando diferenças morfológicas e fases de cores variadas; é facilmente confundida com espécies semelhantes de petréis.
A subclassificação do gênero Fregetta foi descrita como "provisória", aguardando o esclarecimento de novos estudos, em particular estudos genéticos. O grande grau de especiação observado entre o painho-de-barriga-branca pode estar relacionado a padrões de nidificação em ilhas remotas associados a tipos de água específicos.

## Descrição

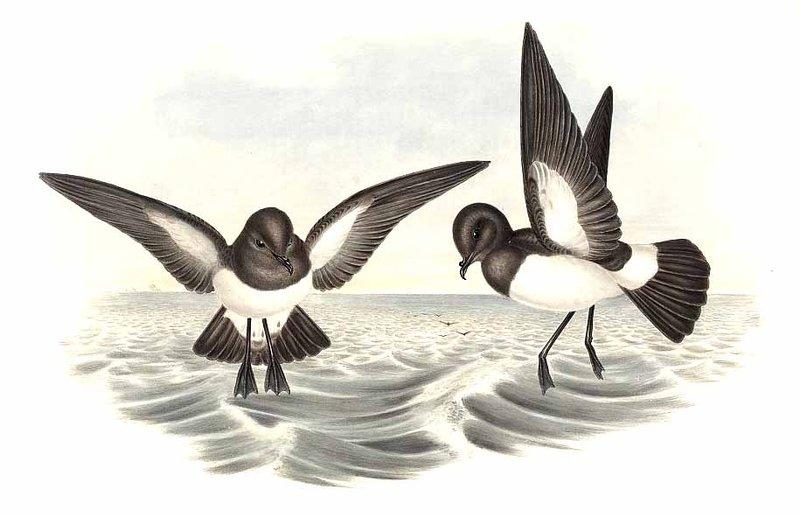
Fregetta grallaria, por John Gould

A espécie é caracterizada pelos padrões de suas cores, condição das tubas nasais, formato da cauda, estrutura das garras e proporções dos ossos das pernas. Fregetta spp. possui plumagem preta na parte superior e branca na parte inferior. As coberteiras da cauda superior são brancas.
É um pássaro de porte pequeno, com cerca de 18 a 20 centímetros de comprimento, com envergadura de 46-48 cm. Seu bico é preto. Como o nome sugere, as partes superiores são escuras e as partes inferiores são de cor clara, com muitas variações na plumagem observada, incluindo uma variante bastante escura. Suas pernas são longas (grallae significa "pernas de pau" em latim) e uma característica distintiva é que os dedos dos pés geralmente não se projetam além da cauda. Não foi observada variação de plumagem entre os sexos e entre adultos e jovens.

## Sons
Acredita-se que costuma ser silencioso no mar e vocal quando está no ninho em terra. Seu canto foi descrito como "chamadas suaves e agudas, como pee-pee-pee-pee repetidas até 20 vezes."

## Distribuição e habitat
Possui uma ampla distribuição em todos os oceanos do hemisfério sul, incluindo os oceanos Pacífico, Atlântico e Índico, embora poucos detalhes sejam conhecidos sobre sua distribuição pelágica.
É nativa da Argentina, Austrália, Brasil, Chile, Nova Zelândia, Polinésia Francesa, Santa Helena, Terras Austrais e Antárticas Francesas e Tristão da Cunha. É vagante na Angola, Antártica, Geórgia do Sul, Ilhas Geórgia do Sul e Sandwich do Sul, Maldivas, Namíbia e Yemen. Está presente, com origem incerta, no Congo, Ecuador, Fiji, Gabão, Kiribati, Madagascar, Moçambique, Nova Caledônia, Papua-Nova Guiné, Peru, Tuvalu, Uruguai e Vanuatu, entre outros.

## Comportamento
O painho-de-barriga-branca é altamente pelágico, raro e não comumente observado. Como resultado, existe um conhecimento limitado de seu comportamento e ecologia. As visitas à terra são incomuns e ocorrem perto de colônias de reprodução. É noturno quando em terra.
O voo tende a ser baixo, pisando fora da superfície da água com as pernas, uma marcha assimétrica tendo sido observada. Sabe-se que se alimenta de outras aves marinhas e segue navios.

## Reprodução
As colônias reprodutoras foram identificadas no grupo da Ilha de Lord Howe (Ilha Roach, Pirâmide de Ball, Ilha Muttonbird e possivelmente Ilha Blackburn), embora estejam extintos na própria ilha principal de Lord Howe.
Os locais de reprodução ocorrem em ilhas e afloramentos rochosos em colônias dispersas com ninhos forrados de grama construídos em fendas e tocas. A reprodução ocorre no final do verão e início do outono, com postura de ovos entre janeiro e março, e filhotes vistos de meados de abril a maio. A ninhada média é um único ovo branco com manchas vermelhas, marrons ou rosa claras.
Os filhotes são alimentados por ambos os pais, que passam o dia no mar e voltam ao ninho à noite.
Pouco se sabe sobre a vida da espécie, mas extrapolações de cogeradores postulam um tempo de geração de 15,2 anos (assumindo "uma idade média de primeira criação de 4,7 anos, uma sobrevivência anual de adultos de 87,8% e um longevidade máxima de 30,4 anos").

## Dieta
Alimenta-se de pequenos crustáceos, pequenas lulas e Halobates foram identificados como componentes da dieta. A alimentação envolve desligamento pela água e mergulho. Os jovens são alimentados por ambos os pais com crustáceos e lulas.

## Migração
Fontes descrevem a espécie como sendo tanto não migratória como totalmente migrante, refletindo talvez o quão pouco se sabe ou se compreende sobre esta evasiva ave marinha. Acredita-se que migre um pouco para o norte, mas seus movimentos no mar não são conhecidos. A dispersão máxima foi estimada em vários milhares de quilômetros.

## População
A qualidade dos dados nos quais as estimativas da população se baseiam é reconhecida como fraca e pouco confiável. Em 2004, Brookes estimou a população global de Fregetta grallaria em cerca de 300 000, uma população que provavelmente está em declínio como resultado de espécies invasoras predatórias.
A população global da F. g. grallaria é estimada em 2 500 pares. Estima-se que 1 000 pares reprodutores da F. g. grallaria nidificam no grupo da Ilha de Lord Howe, mas agora estão extintos na ilha principal. As populações da F. g. grallaria e F. g. titan no Pacífico oriental foram descritas como "escassas."
O painho-de-barriga-branca é considerado raro na Nova Zelândia, com cerca de 700 ninhos.

## Conservação
Há deficiências significativas nas fontes de dados sobre o status de conservação da espécie. A Lista Vermelha da União Internacional para a Conservação da Natureza (IUCN) avaliou a Fregetta grallaria como "espécie pouco preocupante", com base no tamanho de sua abrangência, tendência populacional e critérios referentes ao tamanho de sua população.
Na Nova Zelândia, seu status de conservação indicou que estava ameaçado de extinção a nível nacional (2013).
Na Austrália, é considerada vulnerável. Em Nova Gales do Sul, Austrália, F. grallaria está listada como "vulnerável", de acordo com a Lei de Conservação de Espécies Ameaçadas de 1995.
F. g. gallaria é "considerada vulnerável a nível global". A população reprodutora australiana está listada como vulnerável ("pequenas populações em cinco locais com ameaça futura plausível") e a população que visita o território australiano como quase ameaçada ("sete locais com ameaça futura plausível") no Plano de Ação para Aves Australianas de 2010. Todas as populações reprodutoras existentes são agora importantes para a sobrevivência a longo prazo.

## Ameaças
A história natural das aves marinhas (longevidade, fertilidade e tamanho da ninhada) as torna suscetíveis a mudanças em seu ambiente. O status das aves marinhas a nível mundial é considerado mais ameaçado e está se deteriorando mais rapidamente do que grupos comparáveis. As ameaças identificadas incluem pesca comercial, poluição marinha, predação por espécies exóticas invasoras, perda de habitat, perturbação direta e exploração por humanos.
Metais pesados, incluindo mercúrio e cádmio, foram identificados em níveis tóxicos nas aves marinhas da Ilha Gough, um local de reprodução de F. grallaria. Plásticos ingeridos são um perigo reconhecido e podem ser mais propensos a se acumular em Procellariiformes por razões anatômicas (a entrada restrita na moela limita a regurgitação). Os navios e outras luzes artificiais confundem as aves marinhas e a Fregetta grallaria corre risco ao regressar aos locais de reprodução à noite.
Na Austrália, as principais fontes de ameaça para F. grallaria são a perda de habitat e espécies invasoras, as últimas introduzidas por navios de pesca e transporte e atividades terrestres, em particular o gato doméstico e o rato preto. O impacto das espécies invasoras é considerado uma "preocupação" para a reprodução e uma "preocupação potencial" para a procura de alimentos pela comunidade e inclui o sucesso reprodutivo reduzido, mortalidade direta e degradação do ecossistema. A extinção de F. grallaria na ilha de Lord Howe é atribuída à introdução do rato preto em 1918.
Fontes identificadas de "preocupação potencial" incluem mudanças climáticas, embarcações de transporte marítimo, embarcações de pesca, atividades terrestres, turismo, pesca recreativa e fretada e atividades de pesquisa. Esses efeitos são mediados por mudanças na temperatura do mar, oceanografia, acidificação dos oceanos, poluição e contaminação química, detritos marinhos, poluição luminosa, poluição por óleo e presença e atividades humanas.

### Alterações climáticas
Prevê-se que a produtividade da superfície do mar mude devido às mudanças na temperatura do mar como resultado da mudança climática global em curso, e as aves marinhas são particularmente vulneráveis a tal mudança. As temperaturas do mar aumentaram 0,7°C entre 1910-1929 e 1989-2008, e as projeções atuais estimam que as temperaturas do oceano serão 1°C  mais altas em 2030.
F. g. grallaria está listada entre as aves mais sensíveis aos efeitos das mudanças climáticas, especialmente durante a reprodução. O aumento da vulnerabilidade se deve ao fato de a população ser pequena e localizada, de reprodução lenta e padrões de alimentação especializados. A mudança prevista para o sul na distribuição de alimentos deve afetar negativamente os resultados reprodutivos. A extinção local é uma perspectiva real.